# Noor (królowa Jordanii)
Noor z d. Lisa Najeeb Halaby (ur. 23 sierpnia 1951 w Waszyngtonie) – królowa Jordanii jako czwarta żona króla Husajna I (1936–1999).

## Zarys biografii
Jest córką Najeeba Halaby, z pochodzenia Syryjczyka, urodzonego w Dallas, pracującego w przemyśle lotniczym, i jego pierwszej żony – Doris Carlquist. Wychowywała i kształciła się w USA. Uczęszczała do National Cathedral School, a potem do Concord Academy w Massachusetts. W 1974 ukończyła architekturę i urbanistykę na Uniwersytecie Princeton. Pracowała w Jordanii przy rozbudowie lotniska w Ammanie. Tam poznała króla Husajna, za którego wyszła za mąż 15 czerwca 1978. Przed ślubem przeszła na islam i przyjęła imię: „Noor” (po arab. „światło”). Nazywa się ją często „Grace Kelly Bliskiego Wschodu”. Jest elegancka, zgrabna i wysoka (180 cm wzrostu – była znacznie wyższa od swojego męża).
Owdowiała w 1999. Znana z działalności społecznej na rzecz wzajemnego zrozumienia świata islamu i Zachodu, propagowania pokoju, rozwoju gospodarki oraz ochrony środowiska.
Obecnie pełni funkcję przewodniczącej międzynarodowego zrzeszenia szkół wyższych – United World Colleges.
Z Husajnem ma 4 dzieci:
- Hamzaha (ur. 1980)
- Hashima (ur. 1981)
- Iman (ur. 1983)
- Raiyah (ur. 1986)

Odznaczona m.in. duńskim Orderem Słonia w 1998.